# Cláudia Alves Jardim
Cláudia Alves Jardim é uma modelo que foi eleita Miss Rio Grande do Sul em 1987 dentro de um quadro do Programa Sílvio Santos. Na etapa nacional, realizada em São Paulo, terminou em quarto lugar.